# Pseudalmenus chlorinda
Pseudalmenus chlorinda är en fjärilsart som beskrevs av Blanchard 1853. Pseudalmenus chlorinda ingår i släktet Pseudalmenus och familjen juvelvingar. Inga underarter finns listade i Catalogue of Life.

## Bildgalleri

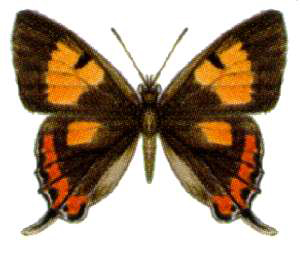